# ウッズホール海洋研究所
ウッズホール海洋研究所（ウッズホールかいようけんきゅうじょ、英語: Woods Hole Oceanographic Institution、略称: WHOI）は、アメリカ、マサチューセッツ州ウッズホールに所在する海洋研究施設の複合体で、およそ40ほどの建造物より構成されている。非営利研究法人で、基礎分野から応用海洋学まで幅広く研究スタッフを備えている。

## 概要
研究は、アメリカ海軍と米国科学財団からの資金供与で行われており、500人を越える研究者、エンジニア、スタッフが活動している。大学院課程の教育機関でもある。
同研究所に所属するロバート・バラード（Robert Ballard）を中心とした、1980年代初期から中期にかけてのタイタニック号の沈没船体探索の成功でも有名である。また、深海潜水艇アルビン号の運用もここで行っている。
1975年の訪米の際、10月4日に昭和天皇は当研究所を見学している。
ウッズ・ホールにはウッズホール海洋生物学研究所（WHMBL）も所在する。
海洋調査のために開発したAUVのREMUSはアメリカ海軍や海上自衛隊などが機雷処分用の掃海具として導入している。

## アクセス
ボストン南駅のホームの直上に設けられた高速バス発着所からウッズ・ホールへピーターパン・バスが1 - 2時間おきに運行されている。所要時間は2時間弱。ローガン国際空港からボストン南駅へは無料のシルバーライン（SL1系統）に乗ると20分ほどで到着する。ニューヨーク方面からはアムトラックのアセラ・エクスプレスでボストン南駅へ到達する事も可能。
ウッズ・ホールバス停からは徒歩30分程度かかるので、ケープコッド地域交通公社（Cape Cod Regional Transit Authority）のWHOOSHトロリーに乗り換えると良い。季節により本数が異なるので注意。

## 海洋調査船
- ニール・アームストロング